# Johann Christian Poggendorff
Johann Christian Poggendorff (Hamburgo, 29 de dezembro de 1796 — Berlim, 24 de janeiro de 1877) foi um físico alemão nascido em Hamburgo. De longe, a maior e mais importante parte de seu trabalho estava relacionada à eletricidade e ao magnetismo. Poggendorff é conhecida por sua motora electrostático que é análogo ao Wilhelm Holtz da máquina electrostática. Em 1841, ele descreveu o uso do potenciômetro para medição de potenciais elétricos sem consumo de corrente.

## Biografia
Poggendorf tinha se tornado aprendiz de um boticário em Hamburgo e, aos vinte e dois anos, começou a ganhar a vida como assistente de boticário em Itzehoe. A ambição e uma forte inclinação para a carreira científica o levaram a abandonar seu negócio e se mudar para Berlim, onde ingressou na Universidade Humboldt em 1820. Aqui suas habilidades foram rapidamente reconhecidas e, em 1823, foi nomeado observador meteorológico na Academia de Ciências.
Mesmo nesse período inicial, ele teve a ideia de fundar um jornal científico de física e química, e a realização desse plano foi acelerada pela morte repentina de Ludwig Wilhelm Gilbert, o editor da Annalen der Physik de Gilbert, em 1824 Poggendorff imediatamente se colocou em comunicação com o editor, Barth de Leipzig. Ele se tornou editor da Annalen der Physik und Chemie, que seria uma continuação da Annalen de Gilbert em um plano um tanto extenso. Poggendorff era admiravelmente qualificado para o cargo e editou o jornal por 52 anos, até 1876. Em 1826, Poggendorff desenvolveu o galvanômetro de espelho, um dispositivo para detectar correntes elétricas.
Ele tinha uma memória extraordinária de conhecimentos científicos modernos e históricos, um julgamento frio e imparcial e uma forte preferência pelos fatos em relação às teorias do tipo especulativo. Ele foi então capaz de se lançar no espírito da ciência experimental moderna. Ele possuía em grande medida a virtude alemã da ordem na organização do conhecimento e na condução dos negócios. Além disso, ele tinha maneiras cativantes e muito tato ao lidar com os homens. Essas qualidades logo fizeram do Annalen de Poggendorff (abreviatura: Pogg. Ann.) o jornal científico mais importante da Europa.
No curso de seus 52 anos como editor da Annalen Poggendorff, não poderia deixar de adquirir um conhecimento incomum dos trabalhos dos homens modernos da ciência. Esse conhecimento, junto com o que ele reuniu por meio de leituras históricas de extensão igualmente incomum, ele processou cuidadosamente e deu ao mundo em seu Biographisch-literarisches Handworterbuch zur Geschichte der exacten Wissenschaften, contendo avisos das vidas e trabalhos de matemáticos, astrônomos, físicos e químicos, de todos os povos e idades. Esta obra contém uma coleção surpreendente de fatos inestimáveis para os biógrafos e historiadores científicos. Os primeiros dois volumes foram publicados em 1863; após sua morte, um terceiro volume apareceu em 1898, cobrindo o período de 1858-1883, e um quarto em 1904, descendo até o início do século XX.
Sua reputação literária e científica trouxe-lhe rapidamente um reconhecimento honroso. Em 1830 foi nomeado professor real, em 1838 Exmo. Ph.D. e professor extraordinário na Universidade de Berlim, e em 1839 membro da Academia de Ciências de Berlim. Em 1845, foi eleito membro estrangeiro da Real Academia de Ciências da Suécia. Muitas ofertas de cátedras ordinárias foram feitas a ele, mas ele recusou todas, dedicando-se às suas funções como editor do Annalen e à prossecução de suas pesquisas científicas. Ele morreu em Berlim em 24 de janeiro de 1877.

## Ilusão
A ilusão de Poggendorff é uma ilusão de ótica que envolve a percepção do cérebro da interação entre as linhas diagonais e as bordas horizontais e verticais. Tem o nome de Poggendorff, que o descobriu no desenho de Johann Karl Friedrich Zöllner, no qual ele mostrou a ilusão de Zöllner em 1860. Na imagem adjacente, uma linha reta preta é obscurecida por um retângulo cinza escuro; na primeira coluna. A linha preta parece desconexa, embora seja de fato reta; a segunda coluna ilustra esse fato.